# Långtjärnen (Lövångers socken, Västerbotten, 716222-176523)
Långtjärnen är en sjö i Skellefteå kommun i Västerbotten och ingår i Bureälven-Mångbyåns kustområde. Sjön har en area på 0,0505 kvadratkilometer och ligger 26 meter över havet.

## Delavrinningsområde
Långtjärnen ingår i det delavrinningsområde (716182-176493) som SMHI kallar för Mynnar i Önnesmarkträsket. Medelhöjden är 46 meter över havet och ytan är 3,33 kvadratkilometer. Det finns inga avrinningsområden uppströms utan avrinningsområdet är högsta punkten. Vattendraget som avvattnar avrinningsområdet har biflödesordning 3, vilket innebär att vattnet flödar genom totalt 3 vattendrag innan det når havet efter 16 kilometer. Avrinningsområdet består mestadels av skog (83 procent). Avrinningsområdet har 0,05 kvadratkilometer vattenytor vilket ger det en sjöprocent på 1,5 procent.